# Батырев, Павел Васильевич
Па́вел Васи́льевич Ба́тырев (13 (25) февраля 1897, дер. Лопатино[уточнить], Ярославская губерния, Российская империя — 14 февраля 1967, Ленинград, РСФСР, СССР) — советский футболист, тренер. Заслуженный мастер спорта СССР (1934). Судья всесоюзной категории (10.12.1938).

## Биография
Выступал за команды «Спорт» (Петроград) (1915—1918, 1920—1923), «Коломяги» (1919-июнь 1920), «Спартак» Петроградский район «А» (1924—1926) и «Динамо» (Ленинград) (1927—1935). Капитан «Динамо» — 1927-31.
Выступал за сборные Петрограда/Ленинграда и РСФСР (1923—1929, капитан команды).
Чемпион РСФСР 1924 и 1932; 2-й призёр — 1928, 1931. 2-й призёр чемпионатов СССР 1924, 1932 (в них — 3 матча).
Чемпион Петрограда/Ленинграда — 1920, 1922, 1924, 1927, 1930, 1931, 1933.
В «44-х» и «33-х» (журнал «ФиС») — № 2 (1928 и 1930).
В 1924—1927 выступал за сборную СССР (капитан команды). Участник поездок сборной СССР в Турцию (1925), Германию, Австрию, Латвию (1926-27), сборной РСФСР в Скандинавию, Финляндию, Германию, Эстонию (1923).
Считается одним из основоположников советской школы игры центрального полузащитника. Проявил себя как великолепный техник и тактик-новатор.
С 1930-х занимался судейством. В высшей лиге чемпионата СССР (1936-47) — 11 матчей.
Одновременно играл за сборную Ленинграда по хоккею с мячом (1922-33). Чемпион СССР 1928, 2-й призёр 1924, 1933, 3-й призёр 1936. Чемпион РСФСР 1924, 1926, 1927, 1928. В сборной СССР (1928) — 2 матча, 2 гола.
Капитан и играющий тренер «Динамо» (Ленинград) по хоккею с мячом (1927-36, 1939).
В 1936 году был включён в список 22 лучших игроков сезона.
Играющий тренер (1931-35) и гл. тренер «Динамо» (Ленинград) (1936, по июнь; 1939, с сентября). Главный тренер «Спартак» (Ленинград) (1936—1938, 1940—1941, 1946-48).
Тренер клубной команды «Динамо» (Ленинград) (1945), тренер по футболу и хоккею ЛГС «Спартак» (1949—1967).
Участник Октябрьской революции 1917, депутат Петроградского Совета 1919-22.
В июле 1941 вместе с командой «Спартак» ушёл добровольцем на фронт и в 1941—1944 сражался на Ленинградском и Волховском фронтах. Награждён медалью «За оборону Ленинграда».
С 1968 команды КФК общества «Спартак» разыгрывали Кубок памяти Батырева.